# Pyracantha fortuneana
Pyracantha fortuneana är en rosväxtart som först beskrevs av Carl Maximowicz, och fick sitt nu gällande namn av Hui Lin Li. Pyracantha fortuneana ingår i släktet eldtornar, och familjen rosväxter. Inga underarter finns listade i Catalogue of Life.

## Bildgalleri

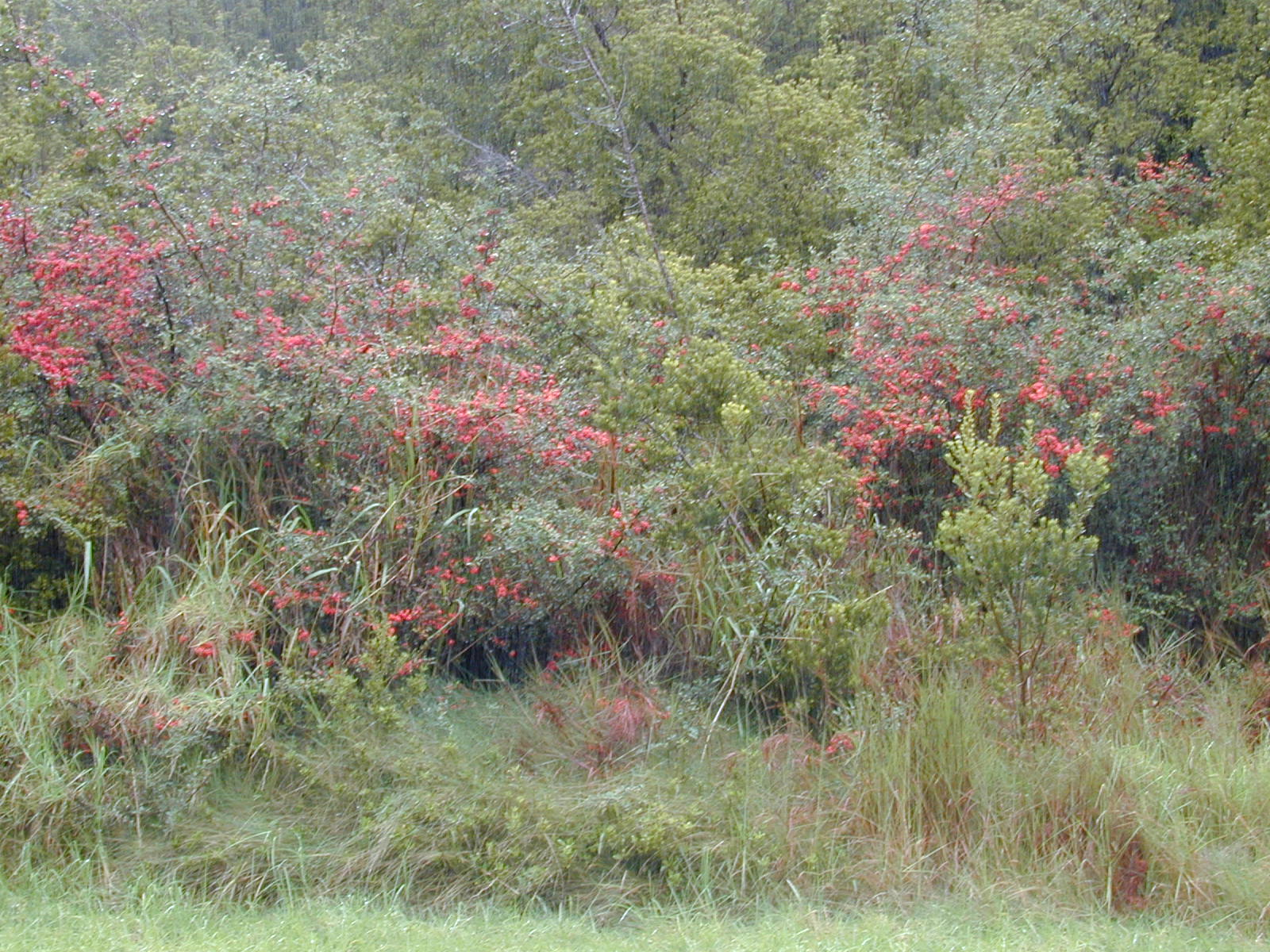
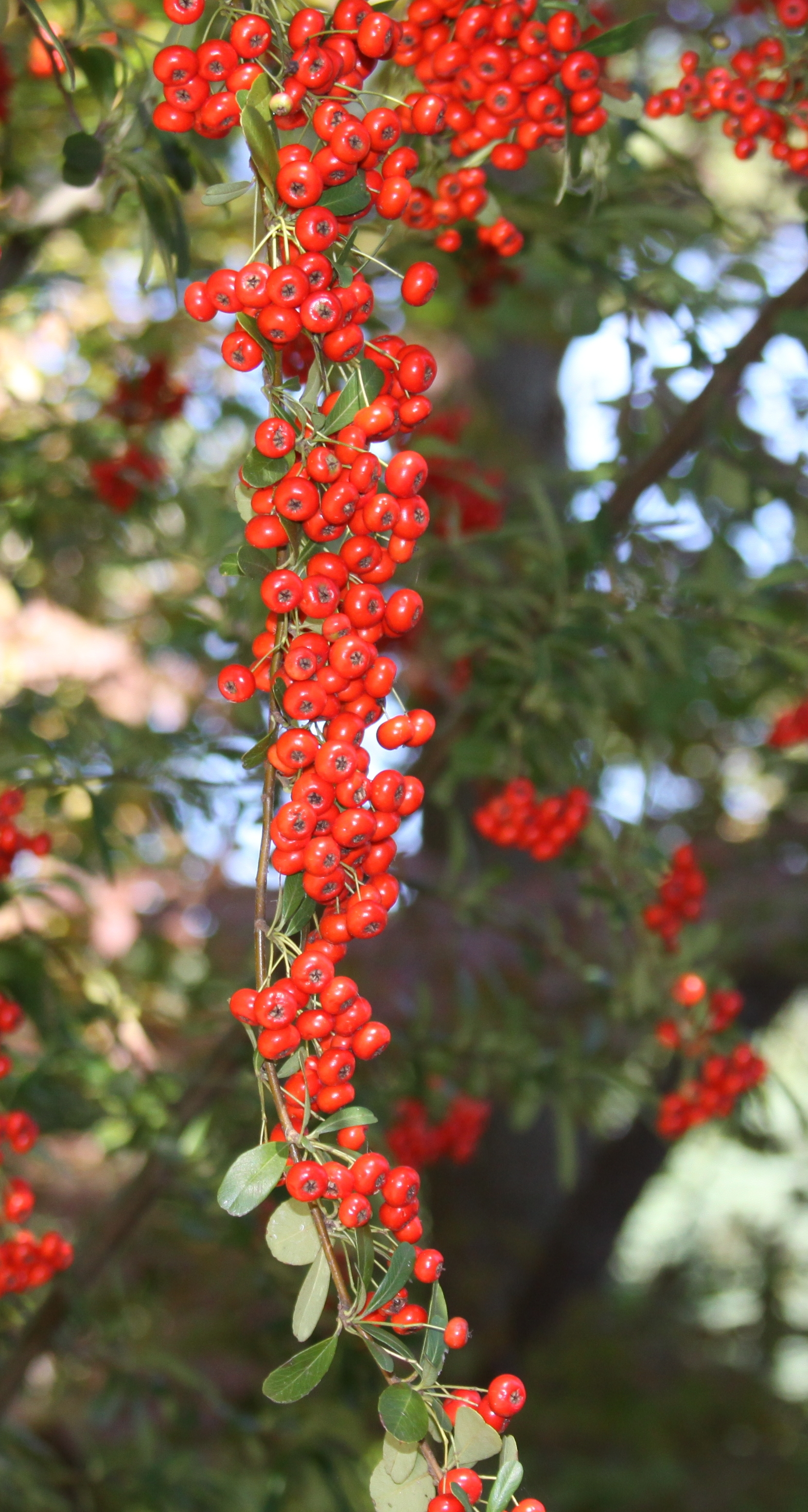
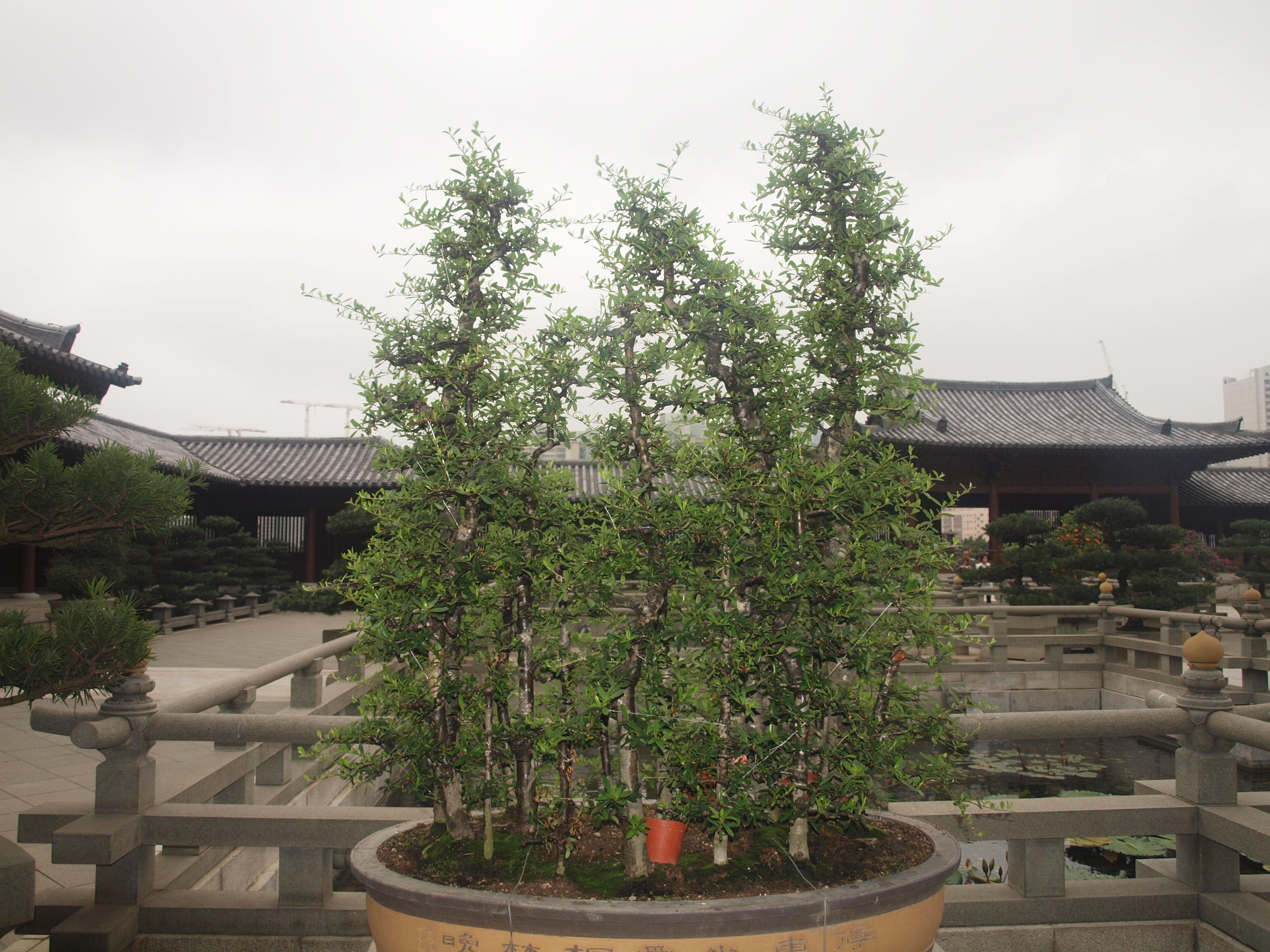
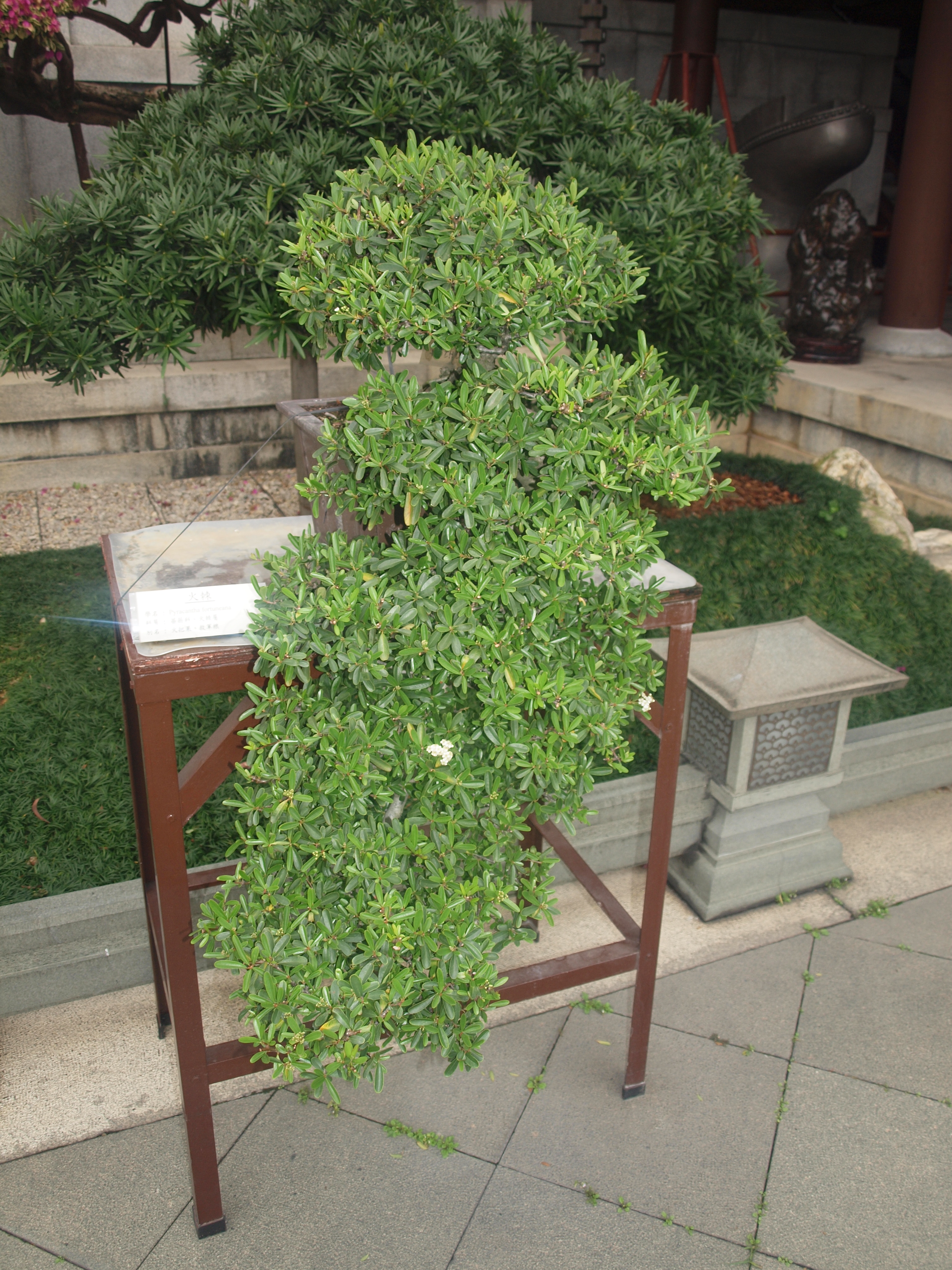
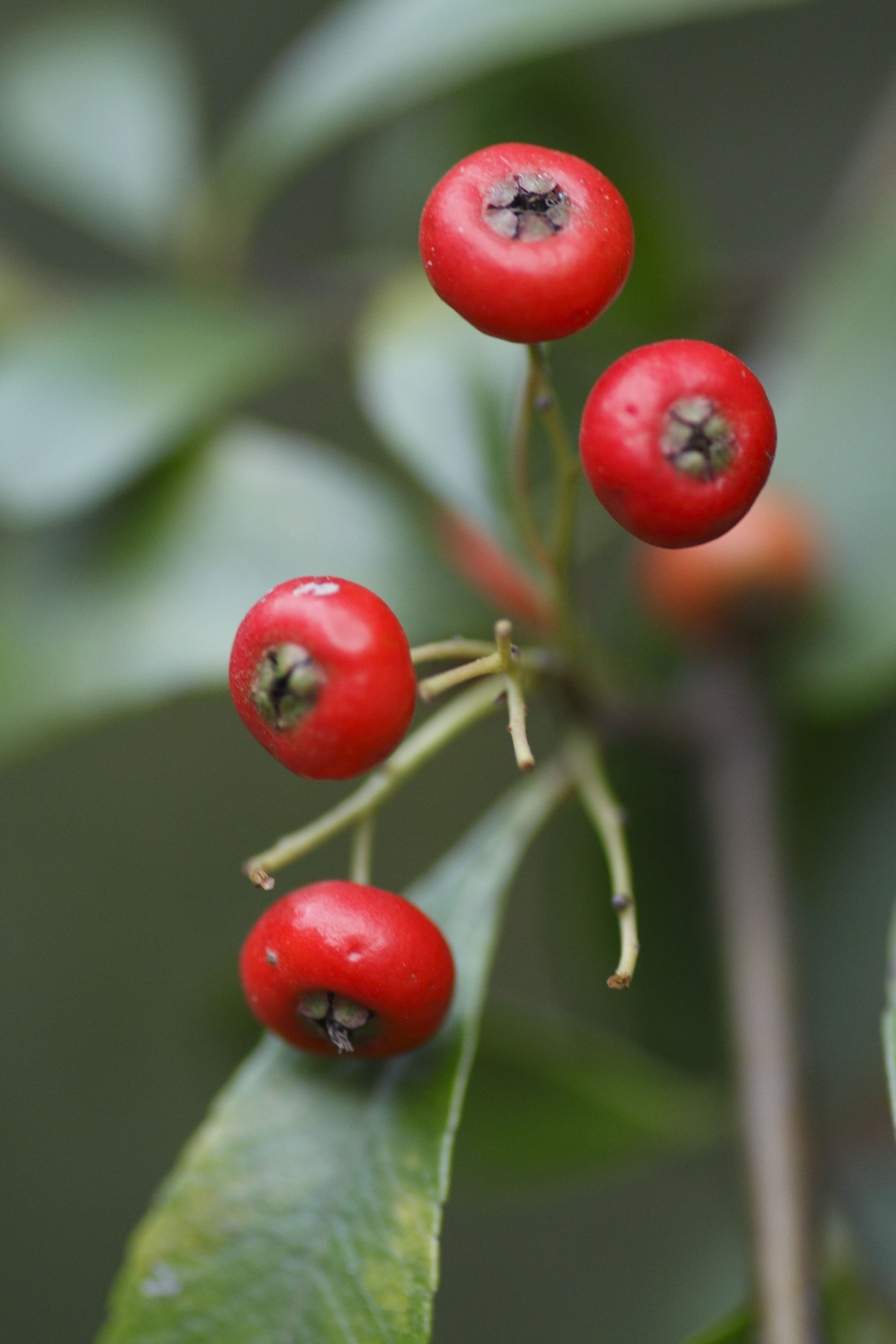
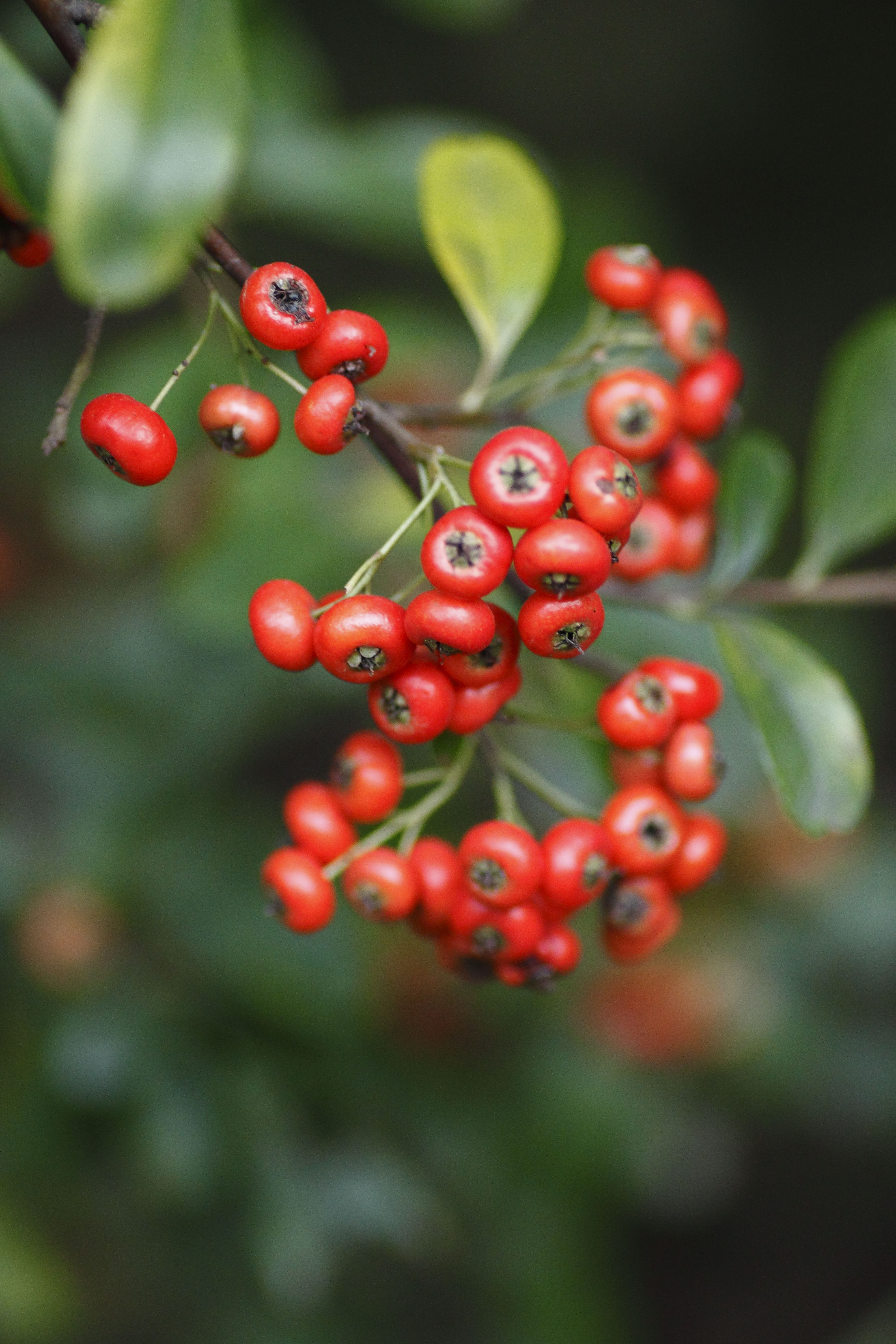